# 트라르자주

트라르자주

트라르자주(아랍어: ولاية الترارزة, 프랑스어: Trarza)는 모리타니 남서부에 위치한 주로, 주도는 로소이며 면적은 67,800km2, 인구는 252,664명(2000년 기준)이다. 북쪽으로는 인시리주와 아드라르주, 동쪽으로는 브라크나주, 남쪽으로는 세네갈, 서쪽으로는 대서양과 인접해 있으며 6개 현(부틸리미트현, 케우르마세네현, 메데르드라현, 와드나가현, 르키즈현, 로소현)을 관할한다.